# Charlottentor
Das Charlottentor war ein Teil der Stadtbefestigung der Stadt Magdeburg und gehörte zu den Anlagen der Festung Magdeburg.

## Lage
Das Tor stellte den östlichsten Zugang zur Stadt und Festung Magdeburg dar. Von Osten kommend gelangte man durch das Tor in die Turmschanze, den östlich der Elbe gelegenen Brückenkopf der Stadt. Um in die Altstadt zu gelangen, musste der Verkehr dann zunächst über einen Elbarm, dann entlang der Zitadelle Magdeburg, dann über einen weiteren Elbarm und schließlich durch das Alte oder später Neue Brücktor. Das Tor befand sich zunächst etwa im mittleren Teil der heutigen Straße Am Charlottentor. Nach einer Verlegung befand es sich dann nördlich der Brückstraße.

## Geschichte
Um 1820 wurde die Chaussee von Magdeburg nach Berlin, die Berliner Chaussee, angelegt. Der bisherige Weg nach Osten durch das Cracauer Tor über Cracau verlor damit seine Bedeutung. Es entstand an der Ostseite der Turmschanze ein neues Tor. Die Benennung als Charlottentor könnte auf Sophie Charlotte von Mecklenburg-Strelitz zurückgehen. 
Es war für die Fahrbahnen als einfache Wallpassage gestaltet. Die Torpfeiler waren gemauert und mit Werkstein abgedeckt. An den Pfeilern befanden sich Flügeltore aus Stahl. Auf der Feldseite war zum Schutz des Tores ein Blockhaus errichtet. Vor dem Tor befand sich eine Zugbrücke, die den Wallgraben überbrückte. 
Etwa 1870 wurde die Wegführung geändert. Es entstand die Brückstraße. Das bisherige Charlottentor wurde abgerissen und an der neuen Straße neu errichtet. In militärische Auseinandersetzungen war keines der Bauwerke verwickelt. Im Jahr 1886 wurde durch die Toranlage die Dampfstraßenbahnstrecke vom Heumarkt zum Herrenkrug verlegt.
Aufgrund der sich stark verändernden Waffentechnik verlor die Festung Ende des 19. Jahrhunderts stark an Bedeutung. Bereits um 1890 wurde das Charlottentor aufgegeben und nach 1895 abgerissen.
An die Existenz des Tores erinnert noch heute die Benennung einer dort befindlichen Straße als Am Charlottentor.